# Stephanie Mills
Stephanie Mills (New York, 22 maart 1957) is een Amerikaanse zangeres, die in de jaren 80 enkele hits scoorde.
Stephanie Mills is geboren in Brooklyn. Als kind zong ze in gospelgroepen en in de kerk en op negenjarige leeftijd won ze een belangrijke talentenjacht. Als prijs mocht ze meezingen bij het concert van The Isley Brothers.
In 1974 kwam het debuutalbum van Stephanie Mills, Movin' in the right direction, uit. Een jaar later kreeg ze de hoofdrol in de musical The Wiz. Daar maakte ze op velen een grote indruk en kreeg ze de bijnaam "het kleine meisje met de grote stem".
Op aanraden van Jermaine Jackson kreeg Stephanie Mills een contract aangeboden bij Motown. In oktober 1976 verscheen haar album bij Motown, getiteld For the first time. Twee jaar later tekende ze een contract bij 20th Century Records. Daar bracht ze in datzelfde jaar een succesvol album uit, waarvan enkele singles werden getrokken. In 1980 kwam ze met het album Sweet Sensation. Op dit album stond de single Never knew love like this before, dat in Nederland de nummer 1-positie haalde in de Top 40 en de 2e plaats in de Nationale Hitparade. In deze tijd was ze kortstondig getrouwd met Jeffrey Daniels, afkomstig van de groep Shalamar. In het voorjaar van 1981 kwam haar album Stephanie uit.
Later in 1981 veranderde Stephanie Mills weer van platenmaatschappij toen ze een contract tekende bij Casablanca Records. Bij deze maatschappij bracht ze een aantal lp's uit. Ook presenteerde ze een praatprogramma voor de Amerikaanse televisiezender NBC en speelde ze opnieuw in de musical The Wiz.
In 1985 kwam het album Stephanie Mills uit. Inmiddels zat Stephanie Mills bij de platenmaatschappij MCA Records. Gedurende de tweede helft van de jaren 80 scoorde Stephanie Mills regelmatig kleine en grotere hits (vooral in de Amerikaanse R&B-lijsten), in Nederland scoorde ze haar laatste hit in 1984 en bracht ze verschillende albums uit. In het begin van de jaren 90 nam Stephanie Mills nog enkele albums op, waaronder een gospelalbum.
Mills was drie keer gehuwd en drie keer gescheiden.

## Discografie

### Singles
| Single met eventuele hitnotering(en) in de Nederlandse Top 40 | Datum van verschijnen | Datum van binnenkomst | Hoogste positie | Aantal weken | Opmerkingen |
| ------------------------------------------------------------- | --------------------- | --------------------- | --------------- | ------------ | ----------- |
| Never knew love like this before                              | 1980                  | 25-10-1980            | 1(1wk)          | 11           | Alarmschijf |
| The medicine song                                             | 1984                  | 10-11-1984            | 8               | 9            |             |

### NPO Radio 2 Top 2000
Van Stephanie Mills stond alleen Never Knew Love Like This Before in 1999 in de NPO Radio 2 Top 2000, op plek 1871.
- Biblioteca Nacional de España: XX1032806
- Bibliothèque nationale de France: cb140395257 (data)
- Gemeinsame Normdatei: 134463382
- International Standard Name Identifier: 0000 0001 1688 4806
- Library of Congress Control Number: n91071699
- MusicBrainz: 3ee6b1e9-5844-4029-be18-cd7e34e9e969
- Nederlandse Thesaurus van Auteursnamen: 07198030X
- SNAC: w6x47vch
- Virtual International Authority File: 94023653
- WorldCat: E39PBJhMfx7kdmbP3HwttrkYyd